# Sövdesjön
Sövdesjön este o arie protejată (arie de protecție specială avifaunistică — SPA) din Suedia întinsă pe o suprafață de 473,2 ha, integral pe uscat.

## Localizare
Centrul sitului Sövdesjön este situat la coordonatele 55°34′35″N 13°39′57″E / 55.5765°N 13.6657°E.

## Înființare
Situl Sövdesjön a fost declarat arie de protecție specială avifaunistică în aprilie 2004 pentru a proteja 19 specii de animale.

## Biodiversitate
Situată în ecoregiunea continentală, aria protejată nu include niciun habitat protejat.
La baza desemnării sitului se află mai multe specii protejate de  păsări (19): buhai de baltă (Botaurus stellaris), Branta leucopsis, caprimulg (Caprimulgus europaeus), chirighiță neagră (Chlidonias niger), erete de stuf (Circus aeruginosus), erete vânăt (Circus cyaneus), lebădă de iarnă (Cygnus cygnus), ciocănitoare neagră (Dryocopus martius), cocor (Grus grus), sfrâncioc roșiatic (Lanius collurio), pescăruș mic (Larus minutus), ciocârlie de pădure (Lullula arborea), ferestraș mic (Mergus albellus), gaia roșie (Milvus milvus), vultur pescar (Pandion haliaetus), bătăuș (Philomachus pugnax), pescăriță mare (Sterna caspia), chiră de baltă (Sterna hirundo), fluierar de mlaștină (Tringa glareola).